# 伊普斯威奇 (昆士蘭州)

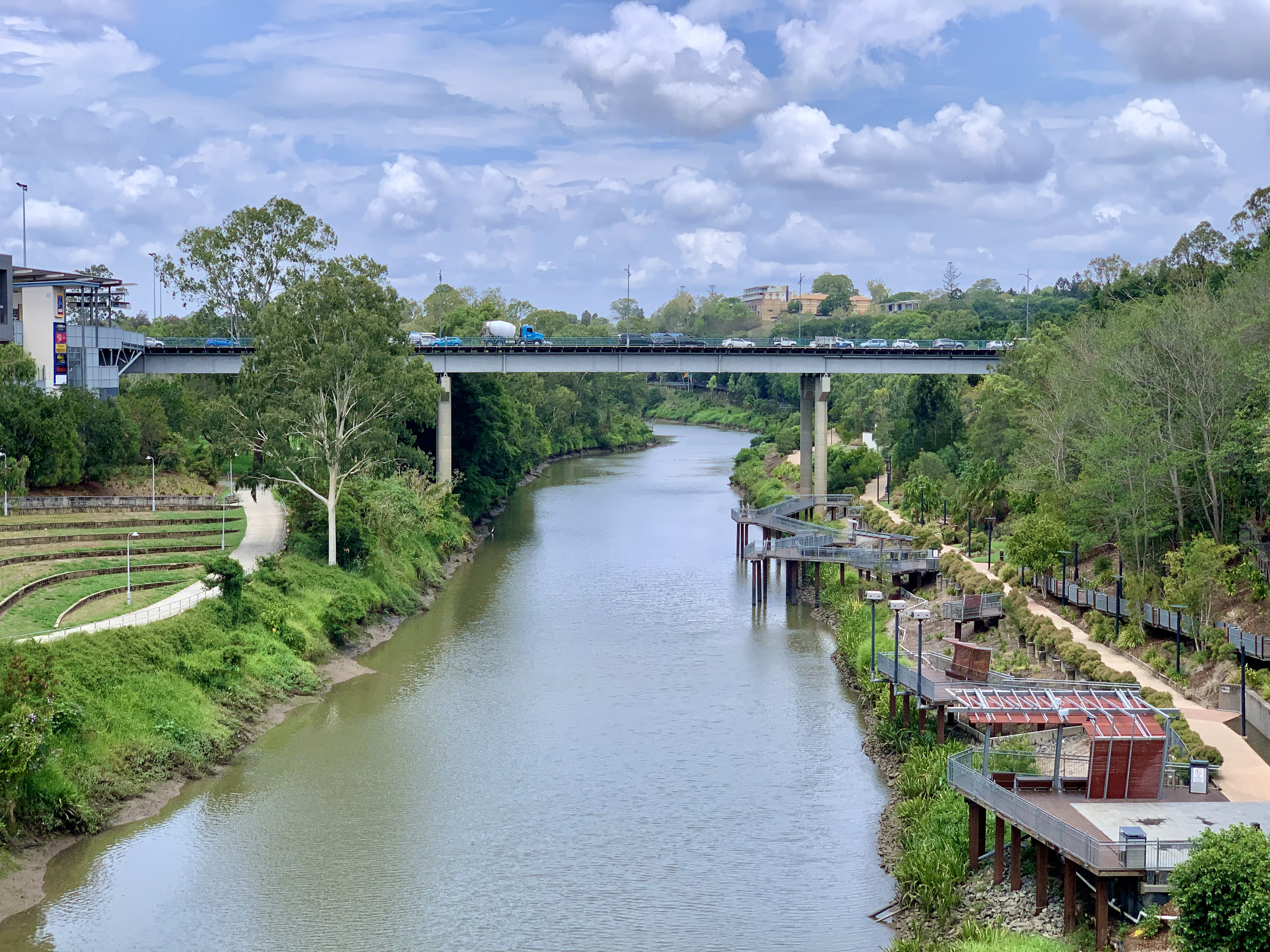

伊普斯威奇市（i/ˈɪpswɪtʃ/）為澳大利亞昆士蘭州距離府城布里斯本約40公里的衛星城市之一，生活型態幾與布里斯本相仿。由於人口成長致使郊區與布里斯本的逐年相疊，統計上常被歸入「大布里斯本」都會區。

## 教育
昆士蘭大學在本市設有分校，為市內重要的教育機構之一。另外，市內有數所明星私立高中，因為校生成績名列前茅，乃昆士蘭大學新生榜中的常客。

## 外部連結
- 伊普斯威奇市政府 （页面存档备份，存于）（Ipswich City Council）